# Robert Garcin
Robert Garcin ( n. 1934 ) es un micólogo francés.

## Algunas publicaciones

### Libros
- 1984. Les Amanites européennes. Ed. Féderation mycologique Dauphiné-Savoie. 331 pp.

- La abreviatura «Garcin» se emplea para indicar a Robert Garcin como autoridad en la descripción y clasificación científica de los vegetales.[1]